# اس‌ام یوبی-۸۳
اس‌ام یوبی-۸۳ (به انگلیسی: SM UB-83) یک زیردریایی است که طول آن ۵۵٫۸۵ متر (۱۸۳٫۲ فوت) می‌باشد. این زیردریایی در سال ۱۹۱۷ ساخته شد.